# Sami Solanki

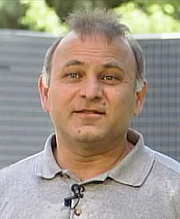
Sami Solanki (2012)

Sami Khan Solanki (* 2. Oktober 1958 in Karatschi, Pakistan) ist ein Schweizer Astronom. Er ist seit 2001 Honorarprofessor für Astronomie an der ETH Zürich und Direktor der Abteilung für Sonnen- und Heliosphärenforschung des Max-Planck-Instituts für Sonnensystemforschung.

## Leben
1987 wurde Solanki an der ETH Zürich promoviert. Von 1987 bis 1989 war er Postdoc in St Andrews, Schottland. 1992 erfolgte die Habilitation. 1998 wirkte er als Professor für Astronomie an der Universität Oulu in Finnland. 1999 übernahm er eine Minnaert-Gastprofessur an der Universität Utrecht. Im selben Jahre wurde Solanki Direktor am Max-Planck-Institut für Sonnensystemforschung.
Im Jahre 2001 erhielt er eine Honorarprofessur an der ETH Zürich, 2003 folgte eine weitere an der TU Braunschweig. 2006 wurde Solanki Associate der Royal Astronomical Society. 2015 wurde er mit der Julius Bartels Medal der European Geosciences Union ausgezeichnet.
Er ist wissenschaftliches Mitglied der Max-Planck-Gesellschaft und vorsitzender Sprecher der International Max Planck Research School for Solar System Science an der Universität Göttingen. Er ist Chefherausgeber von Living ReviewsTM in Solar Physics, einem Online-Review-Journal über Sonnenphysik und verwandte Gebiete.

## Wirken
Solankis Forschungsschwerpunkte sind die Physik der Sonne und der Heliosphäre, insbesondere Sonnenmagnetismus und Sonne-Erde-Beziehungen, die Astrophysik der Sterne, insbesondere Sternaktivität und -magnetismus, astronomische Tests für Gravitationstheorien, Atom- und Molekularphysik in Bezug auf die Astronomie, protoplanetarische Rotationsscheiben und extrasolare Planetensysteme sowie Strahlungstransfer von polarisiertem Licht.
Er lieferte Beiträge zum Observatorium für Sonne und Heliosphäre SOHO Virgo, STEREO Secchi, und zum Observatorium für Sonnendynamik SDO HMI.
Solankis Forschung wird im Rahmen der Kontroverse um die globale Erwärmung differenziert betrachtet. Er sieht einen möglichen Einfluss der Sonne: … der Einfluss einer intensivierten Sonneneinstrahlung auf die Ozonschicht und den Grad der Wolkenbedeckung könnte das Klima mehr beeinflussen als die direkte Sonneneinstrahlung selbst. Er hält aber bei der Entwicklung seit 1980 den menschlichen Einfluss für vorrangig. Solanki sieht weiteren Forschungsbedarf; das Thema wird im Zusammenhang mit dem Klimawandel in geologischen Zeiträumen intensiv bearbeitet. Ein „harter Wirkmechanismus“ ist nach wie vor nicht gefunden. Die Ansätze von Solanki und ähnliche von anderen Forschern werden bei den IPCC-Berichten beachtet, und ein Teilbeitrag der Sonne ist neben den menschlichen Hauptursachen anerkannt.
2019 wies er die von AfD-Chefin Alice Weidel aufgestellten Behauptungen zurück, dass die Sonne und nicht der Mensch ursächlich für die derzeit gemessene Erderwärmung sei. Zwar habe die Sonnenaktivität in der ersten Hälfte des 20. Jahrhunderts zugenommen, in den letzten Jahrzehnten, als sich die Erde stark erwärmt habe, habe die Sonnenaktivität jedoch abgenommen. Daher könne die Sonne nicht für die Erderwärmung der vergangenen 50 Jahre verantwortlich sein.

## Ausgewählte Publikationen
Gesamtliste siehe:
- Sami K. Solanki, Ilya G. Usoskin, Bernd Kromer, Manfred Schüssler, Jürg Beer: Unusual activity of the Sun during recent decades compared to the previous 11,000 years. In: Nature. vol 431, 2004, S. 1084–1087. (PDF)
- Sami K. Solanki, Natalia A. Krivova: Can solar variability explain global warming since 1970? In: Journal of Geophysical Research. vol. 108, Nr. A5, 2003, S. 7.1–7.8. (PDF)
- Ilya G. Usoskin, Sami K. Solanki, Manfred Schüssler, Kalevi Mursula, Katja Alanko: A Millennium Scale Sunspot Number Reconstruction: Evidence For an Unusually Active Sun Since the 1940s. In: Physical Review Letters. vol. 91, 2003. arxiv:astro-ph/0310823
- Sami K. Solanki: Small-scale solar magnetic fields: An overview. In: Space Science Reviews. vol. 63, Nr. 1–2, 1993, S. 1–188. (html)
- M. Schuessler, Sami K. Solanki: Why rapid rotators have polar spots. In: Astronomy and Astrophysics. vol. 264, Nr. 1, 1992, S. L13–L16. bibcode:1992A&A...264L..13S
- Sami K. Solanki: Velocities in solar magnetic fluxtubes. In: Astronomy and Astrophysics. vol. 168, Nr. 1–2, 1986, S. 311–329. bibcode:1986A&A...168..311S
- Sami K. Solanki, J. O. Stenflo: Properties of solar magnetic fluxtubes as revealed by Fe I lines. In: Astronomy and Astrophysics. vol. 140, Nr. 1, 1984, S. 185–198. bibcode:1992A&A...264L..13S